# Boom (Snoop Dogg)
Boom è un brano musicale del rapper statunitense Snoop Dogg, estratto come terzo singolo dall'album Doggumentary del 2011. Il brano figura il featuring di T-Pain ed è stato prodotto da Scott Storch. Ha raggiunto la settantaseiesima posizione della classifica Billboard Hot 100.

## Tracce
Download digitale
1. Boom - 3:50

## Classifiche
| Classifica (2011)      | Posizione più alta |
| ---------------------- | ------------------ |
| U.S. Billboard Hot 100 | 76                 |